# Anthomyia pluripunctata
Anthomyia pluripunctata är en tvåvingeart som först beskrevs av Albuquerque 1959.  Anthomyia pluripunctata ingår i släktet Anthomyia och familjen blomsterflugor. Inga underarter finns listade i Catalogue of Life.